# Kurt Frederich
Kurt Frederich was een Duits zanger die rond 1900 carrière maakte. In een van de Saksische Hertogdommen werd hij tot "Herzöglich Sächsischer Kammersänger" benoemd en hij ontving in 1913 de Orde voor Kunst en Wetenschap van Mecklenburg-Strelitz in Zilver.
In 1914 trad Kurt Frederich in Berlijn op ten gunste van oorlogsslachtoffers.